# 20-та річниця незалежності України

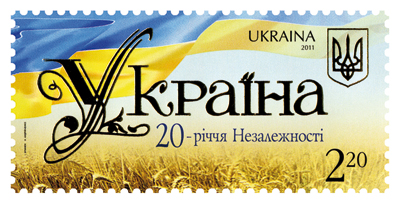
Поштова марка, випущена до 20-ї річниці незалежності України.

20-річчя незалежності України виповнилося 24 серпня 2011 року, коли українці всього світу святкували 20 років з дня проголошення Акта незалежності України. Святкування Дня Незалежності України відбувалося як в Україні так далеко за її межами.

## Святкування 20-ї річниці незалежності України
Святкування проводилося на державному рівні — в багатьох містах було організовано покладання державними чиновниками квітів до місцевих пам'ятників Тарасу Шевченку, святкові концерти й феєрверки. У порівнянні з минулими роками влада України вирішила подекуди зекономити на святкуванні, а президент України Віктор Янукович заборонив проводити військові паради присвячені до Дня Незалежності України. В той час як влада економила на організації свята, під час цього святкування яскраво проявилася громадська активність українського суспільства, коли різноманітні громадські організації підготували й організували проведення парадів вишиванок в багатьох містах України, пішої ходи вулицями свого міста й народні гуляння за власною програмою святкування.
В той час як до заходів громадських організацій влада віднеслася де з підтримкою, а де порівняно стримано, то заходи, організовані опозиційними партіями влада намагалася будь-яким чином заборонити чи обмежити. Через судові позови, організовані функціонерами провладної Партії регіонів, у багатьох великих містах України було прийнято судові постанови про заборону організованого руху прихильників опозиційних сил в день святкування незалежності України. У Києві міська влада перегородила вулицю Володимирську посиленими загонами міліції та «Беркуту» й застосовуючи Алгоген (бойова отруйна речовина комплексної сльозогінної та подразливої дії) проти святково налаштованих людей намагалася спровокувати силовий перебіг подій, хоча жоден суд не заборонив руху опозиції по цій вулиці. Після цього «святкування» влада заходилася організовувати судові справи проти лідерів опозиції, щоб розправитися з опозиційними силами ще до наступних виборів до Верховної Ради України.

### Владні рішення
8 липня 2011 року Президент України Віктор Янукович видав указ про скасування військового параду у містах Києві, Керчі, Одесі, Севастополі, а також містах, де розташовані штаби військових округів і видів Збройних сил України, з нагоди 20-річчя Дня незалежності України, аргументуючи це економією коштів. Київська міська адміністрація відмовилась від на запуску феєрверків з нагоди святкування Дня незалежності. Письменниця Ліна Костенко в саркастичній формі описала ці рішення як «парад української бюрократії і політиканства».

### Народні ініціативи
До 20-ліття Незалежності України ініціативна група активістів запропонувала провести святкування цієї знаменної для України дати також і в соціальних мережах. Серед їхніх пропозицій можна відзначити:
- Написання побажання до 20-ліття України в своєму блозі, ЖЖ, Facebook чи на власному сайті.
- Розсилання його друзям, колегам, знайомим, або в газети, на радіо і телебачення.
- Створення відео-привітань, записавши 60-секундне відео-привітання мобільним телефоном/відеокамерою/фотоапаратом і розмістивши його на YouTube, Bigmir.Video та на сторінках «Україні — 20!» у соцмережах.

Безпосередньо 24 серпня вони пропонували вдягнути святковий одяг чи вишиванки, оздобивши їх цифрою 20, й зібратися разом о 15.00 біля головної пошти чи іншого визначного місця свого міста, містечка чи села, щоб разом заспівати гімн України, обмінятися побажаннями й разом відсвяткувати наш День Незалежності.

### Політичні акції
Опозиційні партії України, що увійшли в Комітет опору диктатурі, подали спільну заявку на акції протесту 24 серпня 2011 року. Під час акції опозиціонери висвітлювали можливість загрози незалежній демократичній державі Україна внаслідок політики та дій правлячої партії Регіонів та питання згортання демократичних свобод в Україні.
За словами голови однієї з опозиційних партій «Громадянська позиція» Анатолія Гриценко:
|  | Не таку державу ми бачили 20 років тому. І тому усім нам – і журналістам, і політикам, і громадянам – доведеться докласти максимум зусиль для того, щоб наша країна була іншою |

24 серпня 2011 року комітет опору диктатурі вирішив організувати Народний марш на честь Дня незалежності України й запросив усіх громадян прийти о 11.00 до пам'ятника Тарасу Шевченку у Києві, щоб звідти разом вирушити на Хрещатик. Проте судовою постановою опозиції заборонили рух Хрещатиком і вихід на цю вулицю також.
24 серпня 2011 року прихильники опозиційних партій зібралися на мітингу біля пам'ятника Тарасу Шевченку, що навпроти червоного корпусу Київського університету ім. Тараса Шевченка, у кількості кількох тисяч і вирішили піти до адміністрації президента щоб вручити йому резолюцію мітингу, хоча підходити до адміністрації президента того дня опозиції заборонив суд. Рух організованої колони розпочався вулицею Володимирською, чого не забороняв жоден суд, й біля будинку вчителя святкова колона зустрілася з посиленими загонами міліції, позаду якої за стаціонарними залізними щитами стояли загони «Беркуту» в шоломах та з гумовими кийками. Прорвавши кордон міліції голова колони опинилася безпосередньо перед залізними щитами «Беркуту», в той час як хвіст та центр колони продовжував напирати не відаючи що діється попереду.
Організатори ходи не були готові до такого зіткнення. Після кількох сутичок, один з представників «Беркуту» застосував сльозогінний газ «Кобра», в основі якого лежить речовина алгоген. Розуміючи, що провокується силовий варіант, присутні лідери опозиційних партій та організатори ходи вжили заходів, щоб розділити людей в голові колони та кордон «Беркуту», запропонувавши натомість людям розпорошено й самотужки йти на Хрещатик і там вже продовжувати святкування. Проте міліцейські кордони біля Хрещатика намагалися не пропустити туди людей, з символікою опозиційних партій.

### Святкування в регіонах України

#### Східна Україна
23 серпня 2011 року Донецька міська рада подала позов до Донецького окружного адміністративного суду до громадських організацій «Союз шахтарів-інвалідів і потерпілих на підприємствах Донецької області», «Просвіта» «Ветерани Афганиста» і політичним партіям «Громадянська позиція» і «НРУ», які 23 серпня повідомили міську пораду про проведення своїх заходів в центрі Донецька. Суд задовольнив вимоги міськради. Попри це рішення, 24 серпня в Донецьку пройшов Народний Марш і мітинг, організований політичними партіями і громадськими організаціями, що входять в Комітет опору диктатурі в Донецькій області.
Засідання Ворошиловского райсуду Донецька у справі про незаконне проведення в Донецьку Народного Маршу і мітингу, організованого політичними партіями і громадськими організаціями, що входять в Комітет опору диктатурі в Донецькій області 24 серпня завершилося винесенням ухвали про стягнення штрафу у розмірі 340 гривень з одного з організаторів цього заходу, заступника голови Донецької обласної громадської організації «Просвіта» Марії Олійник.
На 20-ту річницю Незалежності України у Харкові вперше відбулося свято вишиванок. Післяобідньої пори 24 серпня 2011 р. на площі Рози Люксембург під пам'ятником Незалежності України почали скупчуватися харків'яни і гості міста. Все як сотні років тому, кругом збиралися дівчата з коралями, вінками і стрічками у волоссі та хлопці у розмаїтих вишитих сорочках зі стародавніми візерунками і символами-оберегами. Потім учасники вишиванкового свята вирушили до пам'ятника Тарасу Шевченку співаючи і «Одну калину», і «Їхали козаки».
У Саду імені Шевченка було встановлено імпровізовану сцену, де гостей розважали бандуристка Вікторія та двоє чарівних дівчаток, які виконували українські пісні. З посеред вишиванок вигулькували шаровари та оселедці майстрів бойового гопака та світле вбрання майстрів бразильської боротьби капоейри, які під час свого виступу неодноразово вражали публіку своїми вмінням, силою і вправністю. До самої ночі у Саду Шевченка з динаміків лунала українська музика, линули пісні й веселився народ, а під вечірнім небом майоріли жовто-блакитні прапори.
У Полтаві на співочому полі ім. Марії Чурай цього дня відбувся культурно-мистецький захід «Україна — це любов моя!». Полтавська обласна організація партії «За Україну!» відзначила 20-ту річницю незалежності України автопробігом центральними вулицями обласного центру.
На Луганщині населення міста Старобільська 24 серпня 2011 року разом з 20-ю річницею незалежності України святкували також 325-річчя свого міста. У самому Луганську основні святкові події відбувалися на площі біля обласного драмтеатру по вул. Коцюбинського, де мали місце святковий концерт «Моя вітчизна — Україна», феєрверк та інші молодіжно-розважальні заходи.

#### АР Крим. Севастополь
Офіційні заходи з нагоди 20-ї -річниці незалежності України в Севастополі відбувалися не в центрі міста, а біля пам'ятника Тарасу Шевченку в Гагарінському районі. Заходи 2011 року пройшли рекордно швидко. В урочистостях взяли участь військовослужбовці ВМС України, активісти українські громади, чиновники Севастопольської МДА і міськради. Разом близько 300 чоловік. Чиновники поклали квіти до пам'ятника, військовий оркестр виконав гімн України. На цьому офіційні заходи завершилися. Ввечері тієї ж доби у центрі Севастополя відбувся святковий концерт і феєрверк.
Анонсована на 24 серпня акція української громадської організації «Студентське братство» біля штабу Чорноморського флоту Росії у Севастополі була заборонена місцевою владою в судовому порядку. Вранці вхід в штаб був перегороджений автобусами і вантажівками, виставлені морські піхотинці в бронежилетах. Однак п'ятьом українським студентам з державними прапорами не вдалося навіть наблизитися до будівлі: їм перегородила шлях міліція і активісти «Російського блоку» і «Російської громади Севастополя» під російськими і андріївськими прапорами, які скандували «Севастополь!», «Слава Росії!». Тоді українські активісти спустилися по Синопській сходах і пройшли уздовж моря Приморським бульваром. Біля входу до Катерининського скверу, на території якого розташований спортклуб ЧФ РФ, міліція знову перегородила їм шлях. Проросійські активісти спробували не пустити «братчиків» і на площу Нахімова.
В той же час органи охорони правопорядку ніяк не перешкоджали проведенню несанкціонованої акції проросійських організацій. Російські активісти в день святкування 20-річчя незалежності України розгорнули на Північній стороні Севастопольської бухти 20-метровий прапор Росії. Організатор акції, Депутат гагарінської районної ради від партії «Російський блок» Володимир Тюнін заявив журналістам:
|  | Для нас, росіян, День Незалежності України — день жалоби... Нехай міські чиновники, які вже відрапортували в Київ про радісні настрої в місті, побачать, що свята в Севастополі немає... |

За словами Тюніна, після закінчення акції міліція запропонувала її організаторам проїхати до райвідділу, однак, пославшись на 39-ту статтю української Конституції, російські активісти робити це відмовилися, після чого правоохоронці дали їм спокій.